# La fuga di Martha
La fuga di Martha (Martha Marcy May Marlene) è un film del 2011 diretto da Sean Durkin.
Film thriller drammatico statunitense con protagonisti Elizabeth Olsen, John Hawkes, Sarah Paulson e Hugh Dancy. La trama si concentra su una giovane donna che soffre di allucinazioni e paranoia dopo il ritorno nella sua famiglia da una setta nei monti Catskill. Il film contiene diversi riferimenti alla musica di Jackson C. Frank.

## Trama
Martha/Marcy May fugge da una setta nelle montagne di Catskill che abusa dei propri membri, rifugiandosi in una città vicina. In un ristorante, si trova di fronte ad un membro della setta che cerca di convincerla a tornare, ma lei si rifiuta. Martha chiama sua sorella Lucy. La donna va a prenderla e decide di ospitarla nella sua casa delle vacanze, in Connecticut che condivide con suo marito Ted. In un flashback, Martha incontra per la prima volta il leader del culto Patrick. Patrick la ribattezza Marcy May e la accoglie nella setta come un'amica. Martha incontra Ted e inizia a comportarsi in modo strano: nuota nuda in un lago pubblico, dorme tutto il tempo e rifiuta di alimentarsi. Lucy rivela che abbandonò Martha e sta tentando di riportarla nella sua vita. Lucy sta cercando anche di concepire un bambino. Un altro flashback mostra Patrick mentre violenta Martha. Egli la convince che ha bisogno di condividere se stessa e di essere più aperta con gli altri.
Martha si intrufola nel letto di Ted e Lucy mentre questi stanno facendo sesso, ma Ted reagisce con rabbia. Quella notte Martha tenta di contattare la setta, ma risponde una voce femminile (un membro della setta). Così la ragazza si innervosisce e riaggancia. In un flashback, Martha aiuta una ragazza di nome Sally ad integrarsi nella setta. Aiuta Patrick ad usarle violenza, come una volta era stato fatto a lei. Patrick cerca poi di convincere Martha a uccidere un gatto, ma questa si rifiuta. Martha inizia quindi a partecipare ai furti perpetrati dai membri della setta. Lucy e Ted decidono di dare una festa, ma Martha ha un crollo psicotico quando riconosce uno dei baristi come membro della setta e deve perciò essere sedata. Ted cerca di convincere Lucy a mandare Martha in un istituto di salute mentale, ma Lucy si rifiuta. In un flashback, Martha è testimone di un omicidio commesso da alcuni membri della setta. In preda allo shock e terrorizzata, Martha fugge dalla setta, come abbiamo visto all'inizio del film.
Nelle scene finali, Martha ha un incubo e ha un attacco di panico. Ted cerca di aiutare Martha, ma Martha lo fa accidentalmente cadere per le scale. Lucy minaccia di mandare Martha in un istituto psichiatrico, alla qual cosa Martha risponde con rabbia dicendo che Lucy sarà una madre orribile. Il giorno dopo Lucy e Martha si riconciliano in qualche modo e Martha va poi a nuotare nel lago. Nota un membro della setta che la guarda e se ne va. Più tardi, lasciando la casa con Lucy e Ted, vediamo il membro della setta mentre segue la macchina dei tre con la propria auto. Martha non dice nulla.

## Distribuzione
Il film è stato presentato a gennaio al Sundance Film Festival 2011, dove Durkin si è aggiudicato il premio alla regia. In seguito è stato presentato nella sezione Un Certain Regard al Festival di Cannes 2011. Il film ha avuto una distribuzione limitata negli Stati Uniti il 21 ottobre 2011. In Italia è stato distribuito nelle sale cinematografiche il 25 maggio 2012.